# Jindřich Vágner
Jindřich Vágner (Wágner) (19. září 1943 Strakonice) je bývalý československý sportovní plavec, účastník olympijských her v roce 1964.

## Sportovní kariéra
Je rodákem ze Strankonic. V dětství byl všestranně sportovně nadaný. Otec ho odmala bral na strakonickou plovárnu na Podskalí na řece Otavě. Plavat se naučil ve svých 6 letech pod dohledem pozdějšího plaveckého univerzitního pedagoga Miloslava Hocha. Ve 14 letech šel studovat do Volyně stavební průmyslovku a jednou týdně dojížděl vlakem do Českých Budějovic na tréninky závodní plavání k trenéru Josefu Potužníkovi. V Budějovicích však stále čekali na krytý bazén a v zimě byla příprava možná pouze v malém bazénku. Od třetího ročníku tak přestoupil na stavební průmyslovku do Hradce Králové, kde měl k tréninku lepší podmínky. V plaveckém oddíle při TJ Lokomotiva Hradec Králové se připravoval pod vedením trenéra Kaprase.
V roce 1961 poprvé překonal československý rekord na 100 m volný způsob časem 57,7 s a jako úřadující mistr republiky na podzim narukoval do sportovní roty při armádním plaveckém oddíle ASD Dukla Praha. V Dukle již rok působil jeho bývalý oddílový kolega z Lokomotivy Petr Lohnický, se kterým byl často srovnáván. Po příchodu do Dukly byl zařazen do tréninkové skupiny Andělína Hliňáka k Lohnickému.
V roce 1962 startoval na mistrovství Evropy ve východoněmeckém Lipsku na své nejsilnější trati 100 m volný způsob. Svojí rozplavbu vyhrál, ale v semifinále se výrazně nezlepšil a na postup do finále mu čas 57,4 s nestačil. Semifinálový závod plaval společně s Lohnickým. Trenér Hliňák odpozoroval, že s ním psychicky nezvládá vzájemnou rivalitu: "Plave-li Vágner sám, docílí téměř vždy dobrý výsledek a překonává rekordy. Jakmile si na startovní blok stoupne Lohnický jeho výkonnost prudce klesá." Tento poznatek vedl k jeho přeřazení před olympijskou sezonou 1964 z tréninkové skupiny Hliňáka do skupiny Josefa Olevšovského k Pavlu Pazdírkovi.
V roce 1964 stanovil plavecký svaz velmi ostrý limit 55,5 s (lepší československého rekordu) pro olympijské hry v Tokio na jeho hlavní trať 100 m volným způsobem. Přípravu měl náročnou a s trenérem Olešovským nejvíc řešili otázku kyslíkového dluhu – plavat převážně bez nadechování nebo dýchat pravidelně? Nakonec zvolili druhý způsob dýchat pravidelně na každé čtvrté tempo. 9. srpna na závodech v Bratislavě splnil limit pro start na olympijských hrách novým československým rekordem 55,3 s. Na řijnové olympijské hry v Tokiu udržel formu a rozplavbu na 100 m volný způsob vyhrál časem 55,5 s. Při kotoulové obrátce si však způsobil menší výron v kotníku, navíc ho během závodu trápily, pravděpodobně z nervozity, zažívací potíže. V semifinále začal první padásátku rychleji než v rozplavbách, ale netrefil včas kotoulovou obrátku a ztratil dle svých slov dvě desetiny vteřiny. V cíli vyrovnal svůj čas z rozplaveb a nepostoupil mezi nejlepších osm plavců do finále.
V únoru 1965 na závodech v Brémách jako první Čechoslovák překonal hranici 55 sekund na 100 m volný způsob časem 54,6 s – avšak pouze v 25 m bazénu. Od letní sezony začala jeho výkonnost stagnovat.
V roce 1966 nesplnil nominační kritéria pro start na mistrovství Evropy v nizozemském Utrechtu. Pod novým mladším trenérem Dukly Pavlem Pazdírkem proto upřel pozornost k plaveckému stylu motýlek – Mezinárodní olympijský výbor totiž nově schválil od olympijských her 1968 rozšíření počtu plaveckých disciplín o sprinty na 100 m ve všech olympijských plaveckých stylech.
V roce 1967 na srpnových závodech v Žilině jako první československý plavec zaplaval 100 m motýlek pod 60 s časem 59,8 s. Jeho přípravu na olympijské hry v Mexiku v roce 1968 však narušila vážná dopravní nehoda. Začátkem srpna na mistrovství republiky skončil na 100 m motýlek až druhý v podprůměrném čase 1:02,8.
Jeho další sportovní kariéru ovlivnily události ze srpna 1968. S manželkou z Československa emigroval. Usadil se v Austrálii, kde podnikal v oblasti sportovního oblečení. Po roce 1989 se pravidelně vrací do Česka. Z Austrálie dováží místní a novozélandská vína.